# Hiromichi Katano
Hiromichi Katano (片野 寛理 Katano Hiromichi?), född 6 april 1982 i Chiba prefektur, är en japansk fotbollsspelare.
Katano började sin karriär 2005 i Tochigi SC. Efter Tochigi SC spelade han för Sagawa Printing och Giravanz Kitakyushu.